# Дукер на Оджилби
Дукерът на Оджилби (Cephalophus ogilbyi) е вид бозайник от семейство Кухороги (Bovidae).

## Разпространение и местообитание
Разпространен е в Габон, Гана, Гвинея, Екваториална Гвинея, Камерун, Република Конго, Кот д'Ивоар, Либерия, Нигерия и Сиера Леоне.